# Imbsen
Imbsen ist ein Ortsteil der Gemeinde Niemetal in der Samtgemeinde Dransfeld im Landkreis Göttingen.

## Geografie

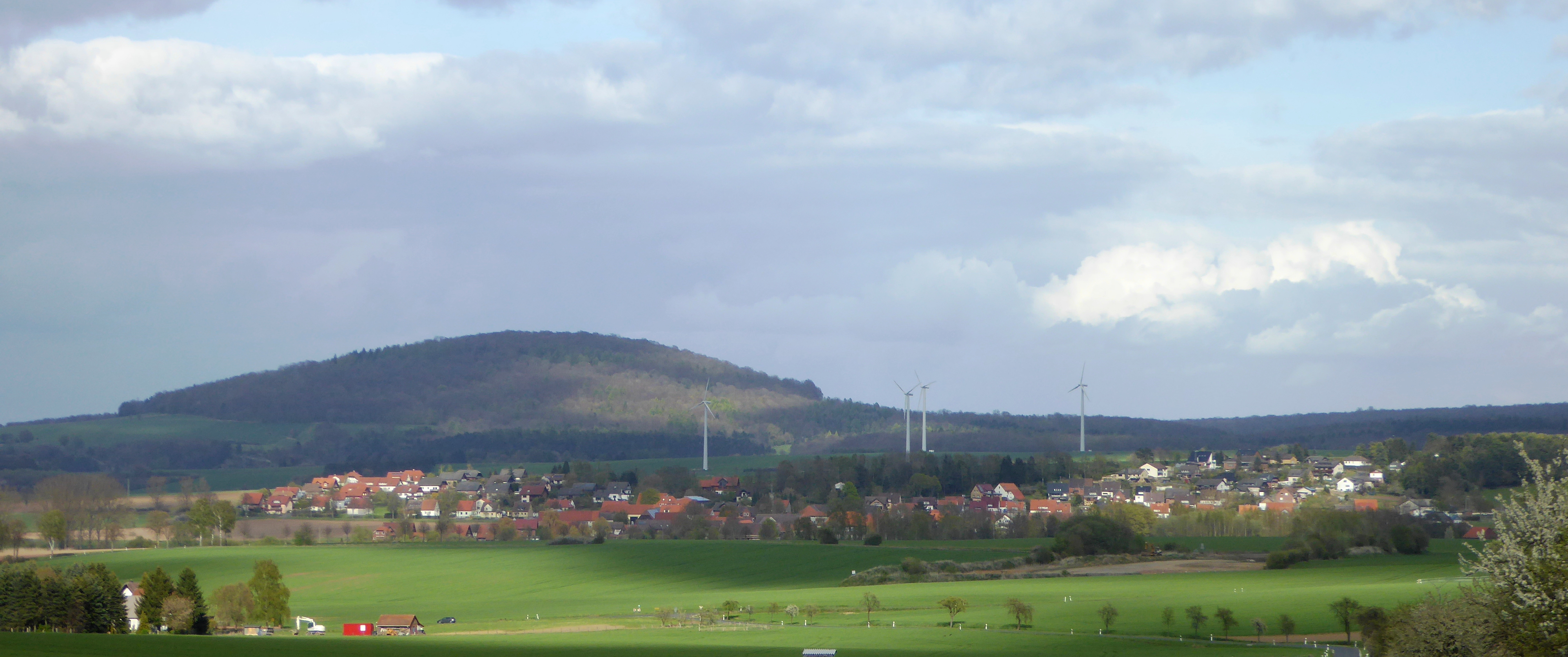
Westansicht des Ortes

Das Dorf Imbsen befindet sich nördlich von Dransfeld im Tal der Nieme. Östlich schließt sich das Naturschutzgebiet Ossenberg-Fehrenbusch an, während westlich der Bramwald beginnt. Den westlichen Ortsrand durchfließt die Nieme, und etwa zwei Kilometer östlich findet sich der Lauf der Auschnippe. Nördlich des Ortes liegt der Backenberg. Durch den Ort führt die Landesstraße L 559.

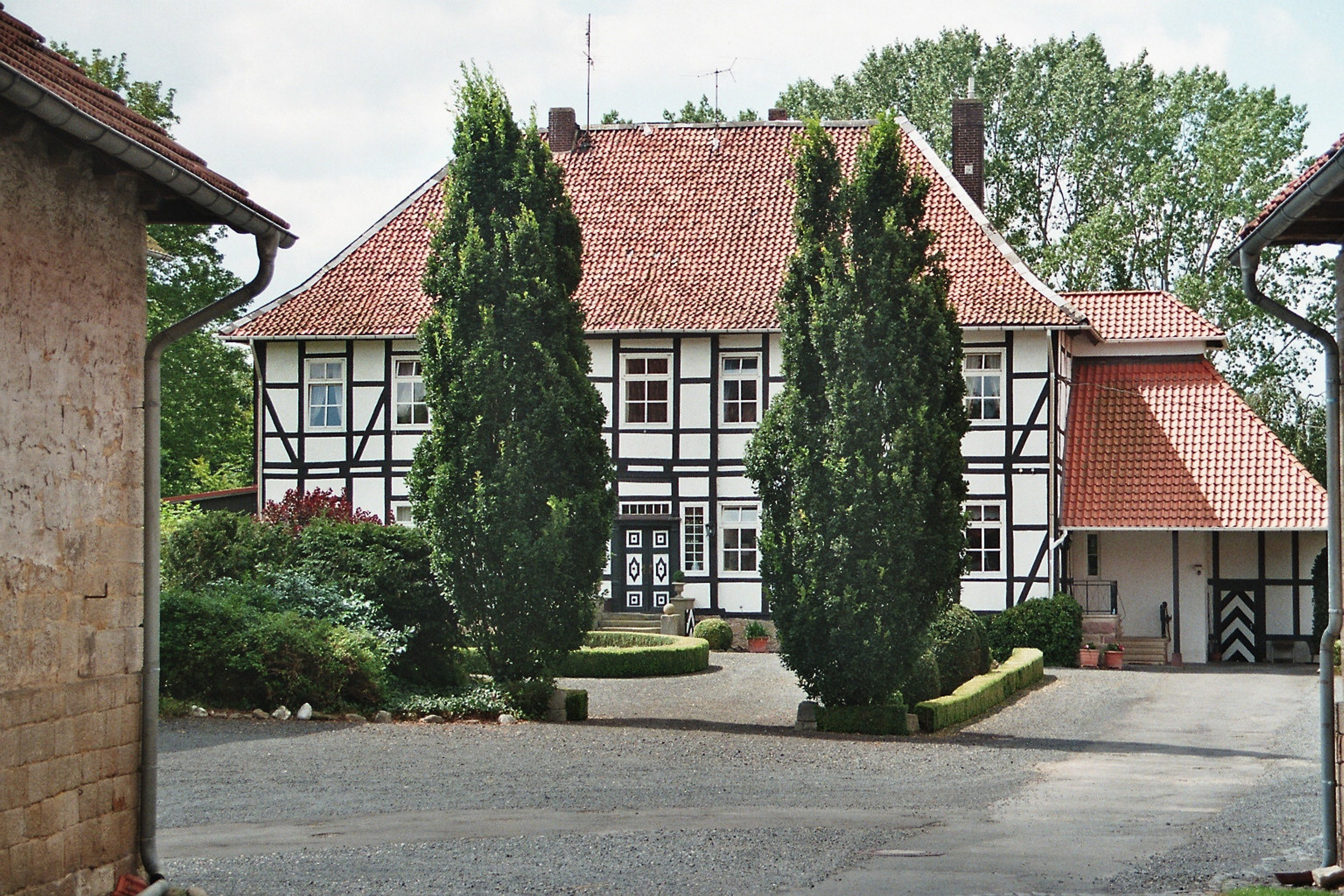
Herrenhaus des Ritterguts

## Geschichte
Im Jahre 1093 wird Imbsen erstmals als Immensin erwähnt, die Urkunde stellt jedoch eine Fälschung aus dem 12. Jahrhundert dar, ebenso wie die folgende Erwähnung, welche im Jahr 1152 stattfand, als Papst Eugen III. die Privilegien des Klosters Bursfelde bestätigt, worunter Besitzungen des Klosters in Imbsen aufgeführt sind. 1276 und 1281 werden einige Besitztümer in Imbsen dem Kloster Lippoldsberg überlassen. Der frühere Hof zu Imbsen war einst in herrschaftlichen Besitz, so verschrieb Herzog Otto von Braunschweig in einem Vertrag mit dem Landgrafen von Hessen 1396 seiner künftigen Gemahlin Agnes den Hof zu Imbsen zur Leibzucht. Diesen Hof soll bereits die Großmutter von Otto besessen haben. Eine Erneuerung dieses Vertrages fand 1410 statt, und 1437 übergab Otto Cocles seinem Vetter Herzog Wilhelm dem Älteren seine Ländereien, worunter Imbsen besonders erwähnt wird. Als Herzog Wilhelm von Sachsen 1458 gegen Jühnde und die Bramburg zog, wurde Imbsen durch Lebensmittelerpressungen und Verwüstungen stark beschädigt; knapp 12.000 wilde Krieger schlugen fünf Tage lang ihr Lager vor dem Dorf auf. Pfingsten 1486 wurde der Hof von den Göttingern, welche in Feindschaft gegenüber Herzog Wilhelm dem Jüngeren lebten, niedergebrannt; ein zweites Mal brannten sie ihn am 6. September nieder, raubten das Vieh und nahmen acht Gefangene.
Die baufällige Kapelle wurde 1861–1862 durch einen neuromanischen Kirchenbau ersetzt.
1867 wohnten in Imbsen 234 Personen, 1871 hatte die Zahl auf 230 abgenommen. An Häusern waren damals 28 vorhanden, Haushalte existierten 43. 1875 nahm die Zahl wieder leicht zu, 240 Ortsanwesende verteilten sich auf 31 Gebäude und 39 Haushalte.
Im Bundeswettbewerb Unser Dorf soll schöner werden erhielt Imbsen im Jahr 1969 die Auszeichnung „Gold“.
Am 1. Januar 1973 wurde Imbsen Teil der neugebildeten Gemeinde Niemetal.

## Wappen
| Wappen von Imbsen | Blasonierung: „Im gespaltenen Schild vorn in Gold (Gelb) versetzte rote Kreuze, hinten in Schwarz pfahlweise zwei silberne (weiße) Silberdisteln mit goldenen (gelben) Butzen.“ |
| Wappen von Imbsen | Wappenbegründung: Die Farben Rot und Gold entstammen dem Wappen des Herzogtums Braunschweig-Lüneburg, die Kreuze erinnern an die freigelegten gotischen Fresken in der Klosterkirche Bursfelde. Die seltene stängellose Silberdistel wächst im muschelkalkhaltigen Boden der Imbser Feldmark. |

## Baudenkmale
In der Liste der Baudenkmale in Niemetal sind für Imbsen sechs Baudenkmale aufgeführt.